# Чакыджи, Алааттин
Алаатти́н Чакыджи (тур. Alaattin Çakıcı, родился 20 января 1953, Фындыклы, Арсин, Трабзон) — один из лидеров турецкой организованной преступности. Бывший член ультра-националистической организации «Серые волки».

## В составе национальной разведывательной организации
Мехмет Эймюр, ведущий сотрудник турецкой национальной разведывательной организации (MİT), в одном из интервью рассказал, что он был первым человеком, привлёкшим Чакыджи к тайной операции MİT. Явуз Атач, чиновник организации, подтвердил, что он был представлен Чакыджи, а два месяца спустя, в мае 1987 года, он присоединился к организации в качестве сотрудника отдела безопасности. Атач говорил, что в тот момент, когда он познакомился с Чакыджи, того уже обвиняли в 6 или 7 убийствах, и он был беглецом. Чакыджи назначался на операции за пределами Турции.
Согласно мнению сил безопасности, Чакыджи в 1995 году находился в списках на убийство марксистско-ленинистской организации Dev Sol.

## Второй брак
В 1991 году Чакыджи заключил свой второй брак с дочерью босса боссов турецкой мафии Дюндара Кылыча Нурие. Отношения между Чакыджи и его тестем расстроились после череды инцидентов, известных как «скандал Энгина Дживана». В ноябре 1994 года пара развелась. Чакыджи организовал убийство своей бывшей жены Нурие Угур Кылыч и своего бывшего ставленника Нуруллаха Агансоя. 20 января 1995 года, в день рождения Чакыджи, его бывшая жена была расстреляна наёмным убийцей Абдуррахманом Кескином на глазах у сына Онура на Уладаге, горнолыжном курорте в Бурсе.

## Политические связи и скандалы
Чакыджи организовал неудавшееся убийство Джавита Чаглара, высокопоставленного чиновника и бизнесмена из Бурсы, и Мехмета Устюнкаи, бывшего президента футбольного клуба «Бешикташ», в связи с инцидентом, связанным с «турецким банковым скандалом» (приватизация Тюрк Тиджарет Коркмазом Йигитом). Заговор был раскрыт полицией на стадии подготовки.

## За границей (1992—1998)
Чакыджи бежал за границу по поддельному паспорту в 1992 году. Было установлено, что он проехал через Бельгию, США, Италию, Южную Африку, Францию, Бразилию, Сингапур и Японию. Здесь он стал ответственным за убийство 41 человека.

## Арест во Франции
Извещённая турецкой стороной, французская полиция задержала Чакыджи 17 августа 1998 года в отеле в Ницце вместе с его телохранителем Муратом Гюлером и курьером Аслы Фатош Урал, дочерью композитора Сельчука Урала. При нём нашли фальшивый дипломатический паспорт на имя Недима Джанера и $17,000 наличными.
Его задержание показало, что Чакыджи имел связи не только в разведке, но и в высших политических кругах. Записи, опубликованные после задержания Чакыджи, привели к отставке правительственного министра от партии Отечества Эюпа Ашыка, который был обвинён в пособничестве побегу Чакыджи. В этом же были обвинены и Мерал Акшенер, министр внутренних дел от демократической партии; агент разведки Явуз Атач и бизнесмен Эрол Эвджил.
После 16 месяцев лишения свободы во Франции, Чакыджи был возвращён в Турцию 14 декабря 1999 года, где был заключён в тюрьму в Картале, Стамбул. После конфликта с другими заключёнными Чакыджи был переведён в особо охраняемую тюрьму в Кандыре, Измит.
В июне 2000 года он был приговорён к пяти годам тюрьмы за организацию преступной группировки.

## За границей (2003—2004)
Чакыджи был выпущен из тюрьмы 1 декабря 2002 года. Хотя ему было запрещено покидать Турцию и его паспорт конфисковали, Алааттин бежал из Антальи в Грецию по морю, сопровождаемый группой людей, в том числе своим племянником и Эролом Эвджилом, которые были задержаны полицией в Фоче, Измир. Чакыджи получил фальшивый паспорт из полиции Умрание, Стамбул.

## Арест в Австрии
Чакыджи пробыл 4,5 месяца в Париже и Страсбурге до того, как его заметила турецкая полиция. Для того, чтобы навестить Али Чакыджи, его сына от первого брака, в больнице в Граце, по пути в Австрию он сменил три машины. Позже он намеревался отправиться в Италию, где планировал воссоединиться со своей любовницей Аслы Фатош Урал. Австрийская полиция сообщила турецкой стороне о задержании Чакыджи 14 июля 2004 года в Граце. При нём был особый паспорт на имя отставного агента разведки Фаика Мерала; кроме того, при себе у него имелось €4,000 наличными. Визы в его паспорте говорили о том, что прежде, чем приехать во Францию, Чакыджи побывал в России и Германии.
14 октября 2004 года, по просьбе министерства юстиции Турции, Чакыджи был депортирован из Австрии. Он был перевезён из Вены в Стамбул коммерческим авиалайнером в сопровождении пяти офицеров полиции. После приговора суда он был заключён в тюрьму строго режима в Текирдаге.

## Суд
После возвращения в Турцию, Чакыджи попал под суд и был признан виновным в следующих преступлениях и получил наказание:
- Три года и четыре месяца тюрьмы за организацию попытки убийства известного журналиста Хынджала Улуча[тур.] в связи с его профессиональной деятельностью[17];
- Три года и четыре месяца тюрьмы за организацию 26 марта 2000 года вооружённого нападения на местный клуб Карагюмрюкспор в Стамбуле[17];
- Девятнадцать лет и два месяца за организацию наёмного убийства своей бывшей жены[5];
- Десять лет и десять месяцев за организацию вооружённого нападения на машину спекулянта Адиля Онгена[5].

В 2020 в результате принятия нового закона, призванного освободить порядка 90 тысяч заключённых досрочно, чтобы предотвратить распространение коронавируса в переполненных тюрьмах, на свободу вышел Алааттин Чакыджи.